# Alberto di Ortenburg
Alberto di Ortenburg (Carinzia, 1335 circa – Trento, 9 settembre 1390) è stato principe vescovo di Trento dal 1360 al 1390.

## Biografia

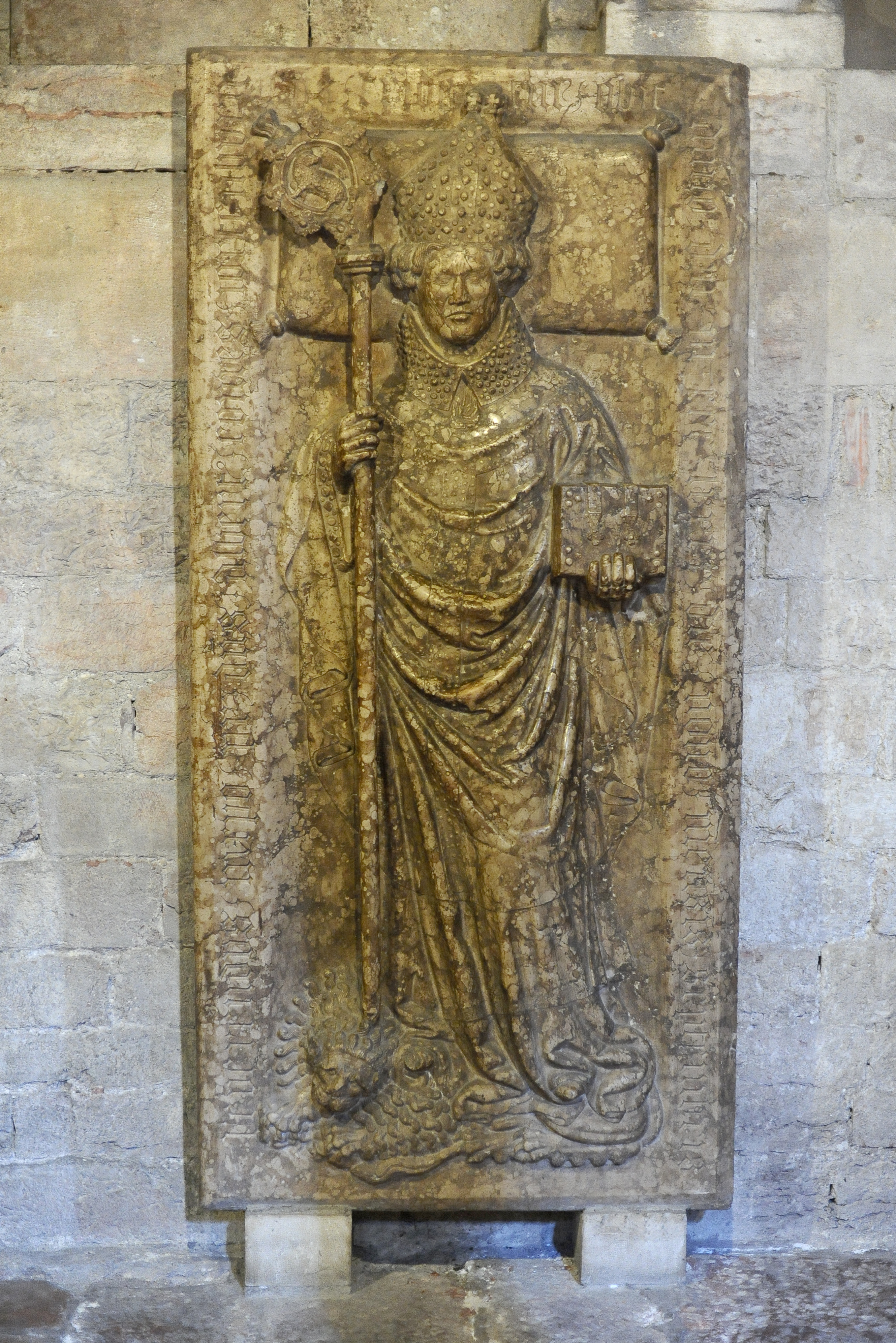
La lastra tombale di Alberto di Ortenburg nella basilica paleocristiana di San Vigilio

Nato in Carinzia attorno al 1335, il 9 ottobre 1357 promise formalmente al Duca d'Austria che se fosse stato eletto vescovo di Trento sarebbe stato al suo servizio. Questo il 31 agosto 1360 ottenne effettivamente la nomina dal Papa, allora ad Avignone. Nel 1363 Alberto fece il suo ingresso in sede, primo vescovo a riuscirci dopo Nicolò da Bruna nel 1347. Il 18 settembre dello stesso anno concluse con Rodolfo IV le "compattate", che di fatto eliminavano quasi completamente il suo potere temporale. Il 5 novembre 1365 firmò una nuova versione delle compattate con i successori di Rodolfo, Alberto III e Leopoldo III. Morì a Trento il 9 settembre 1390 e fu sepolto nella cattedrale di San Vigilio.